# Turek (stacja kolejowa)
Turek − nieczynna stacja czołowa wąskotorowej Kaliskiej Kolei Dojazdowej w Turku, w województwie wielkopolskim. Została zbudowana w latach 1914-1917 razem z linią z Kalisza Wąskotorowego. W lipcu 1991 roku została zamknięta dla ruchu pasażerskiego. Od stacji odchodziła bocznica kolejowa prowadząc do Elektrowni Adamów, która wykorzystywana była głównie do przewozu mazutu na potrzeby elektrowni. Tory i pozostała infrastruktura bocznicy została zlikwidowana. Obecnym operatorem stacji jest Stowarzyszenie Kolejowych Przewozów Lokalnych

## Galeria

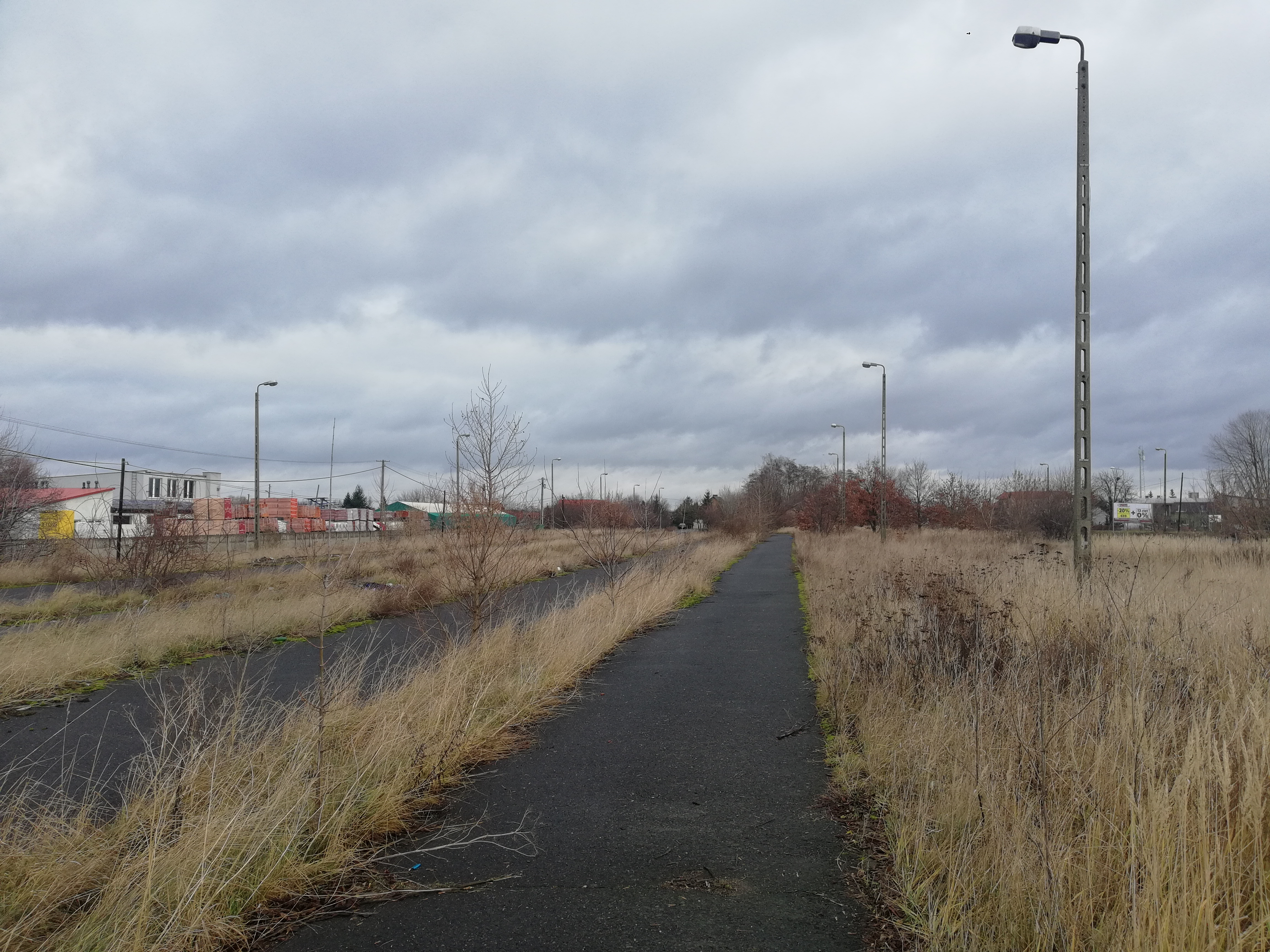
Widok ogólny stacji.
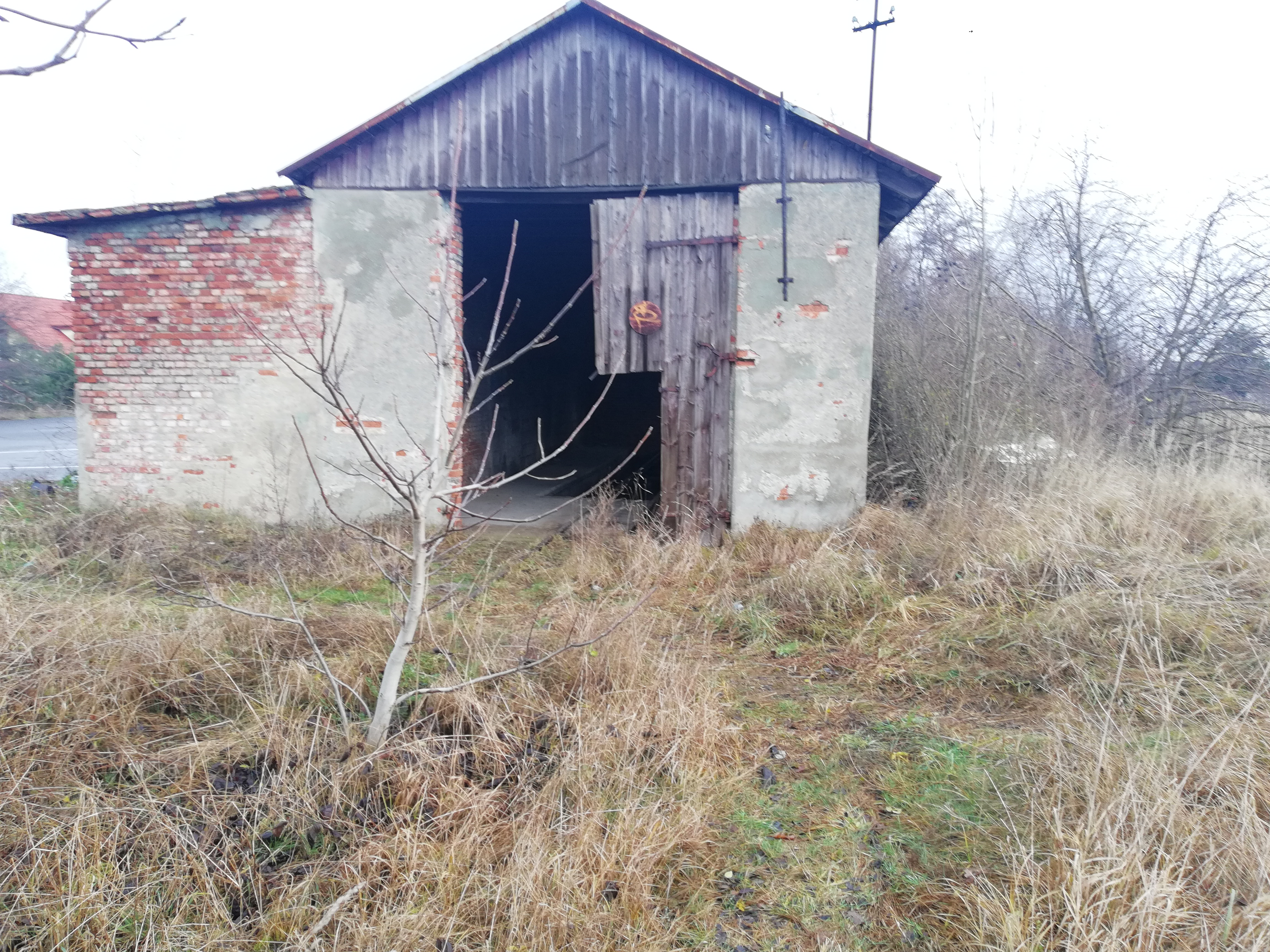
Widok lokomotywowni.
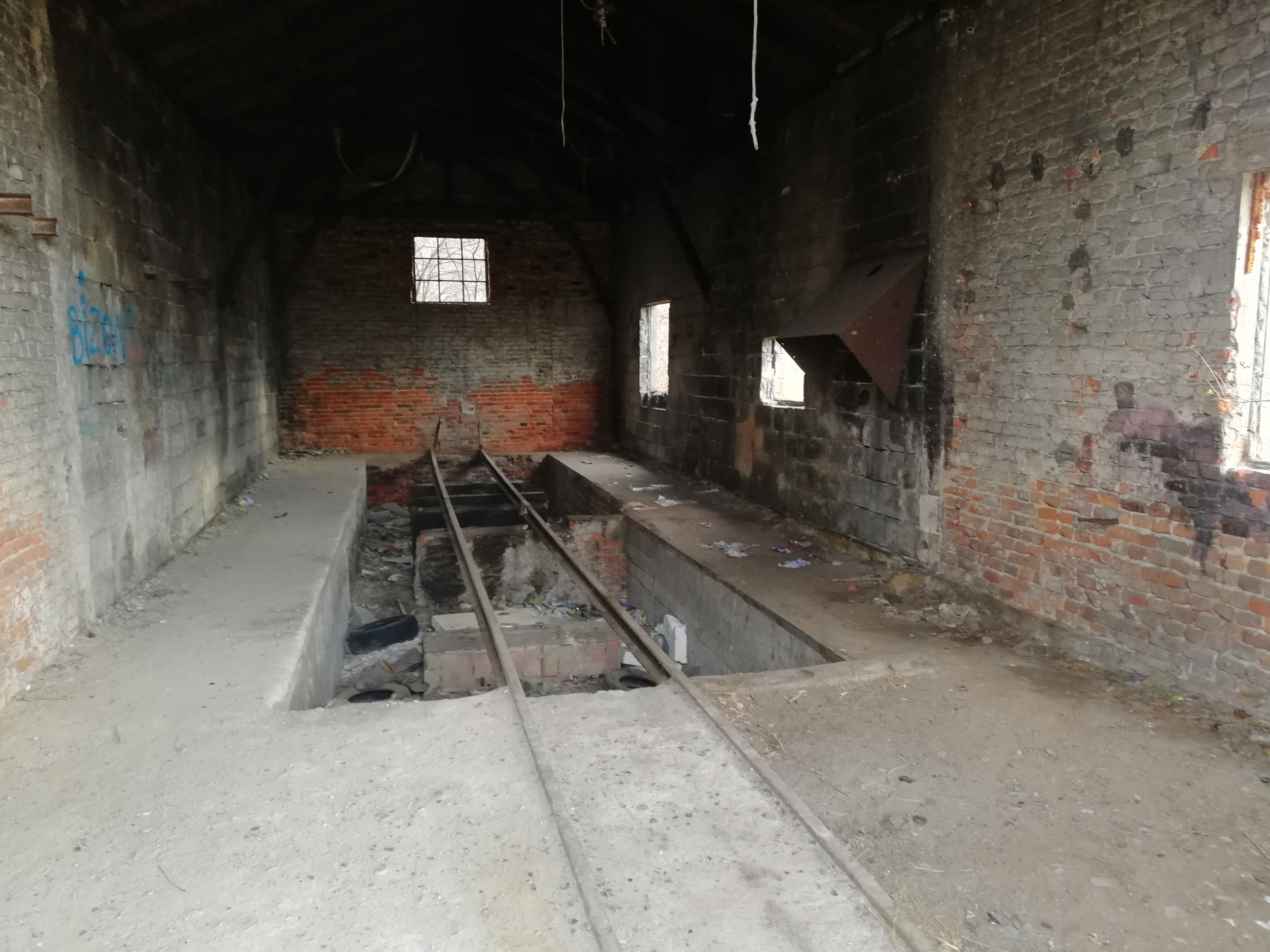
Widok wnętrza lokomotywowni.
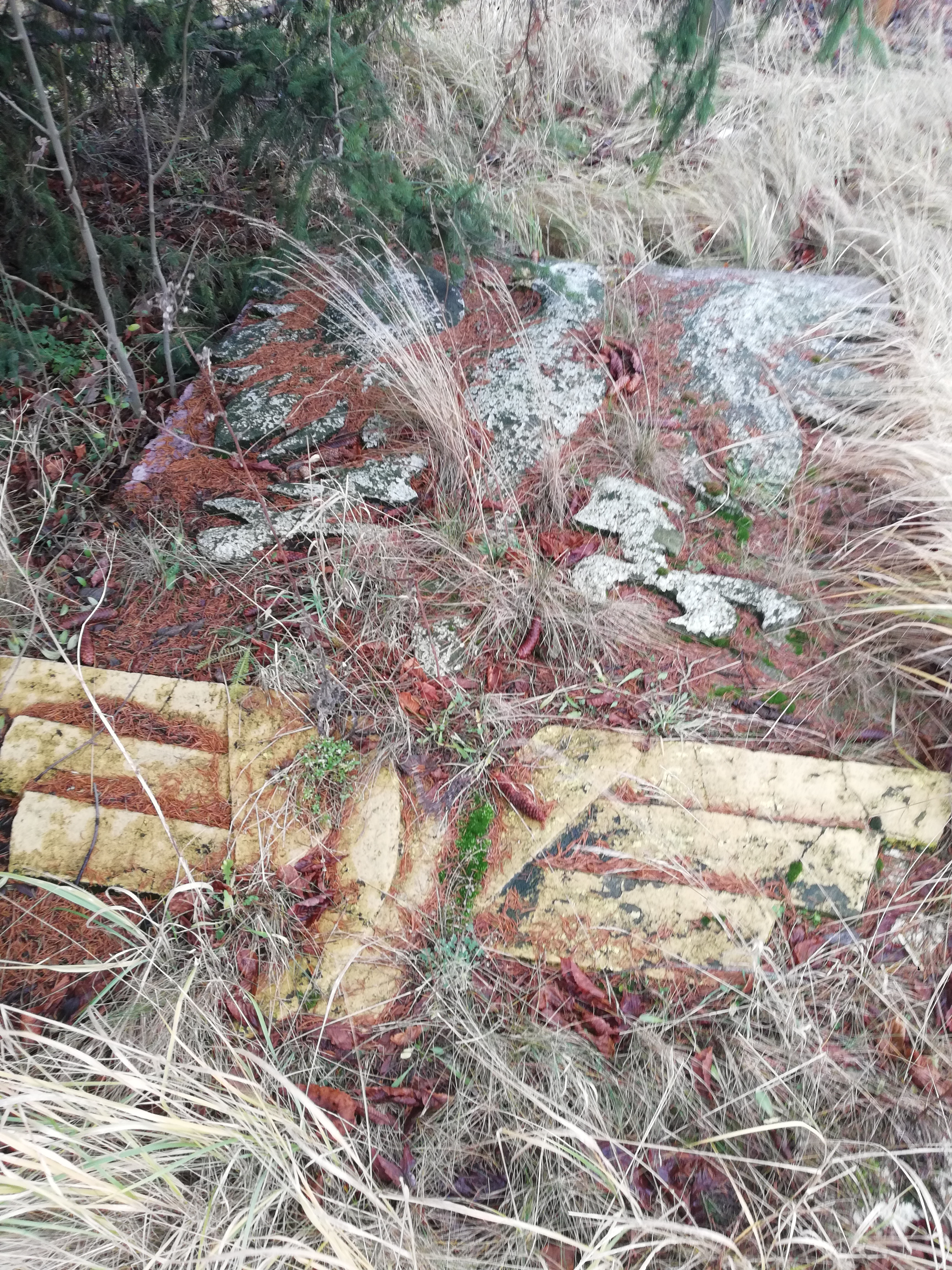
Zarośnięte godło PRL z symbolem kolejarzy.